# Рейнхард II (граф Ганау)
Рейнхард II Ганауский (нем. Reinhard II. von Hanau; ок. 1369 — 26 июня 1451) — немецкий дворянин, первый граф Ганау с 11 декабря 1429 года.

## Биография

### Молодые годы
Точный год рождения неизвестен. Являлся вторым сыном Ульриха IV Ганауского (скончавшегося в 1380 году) и Элизабеты Вертхаймской.
Так как в роду Ганау в 1375 году был принят статут о том, что лишь старший сын наследует владения и только он может жениться, то Рейнхарду, являвшемуся вторым сыном, была уготована духовная карьера. В 1387 году он обучался в Болонском университете. В реестре Гейдельбергского университета за 1390 год числится студент «из Ганау»; предполагается, что это тоже был Рейнхард.
В 1391 году Рейнхард оставил духовную стезю и сблизился со старшим братом Ульрихом V, который назначил ему ежегодное содержание, ибо брак Ульриха был бездетным, и нужно было сохранить возможность продолжения рода через Рейнхарда. Согласно контракту, Рейнхард получал ежегодно 400 флоринов, а также стал обладателем долей в амтах Партенштайн, Ринекк, Бибер и Хаслау; он получил право жениться в случае, если в течение 10 лет у Ульриха не родится сын.

### Путь к титулу
С 1394 года у Ульриха начались экономические проблемы, и с 1395 года Рейнхард стал действовать в коалиции со своим младшим братом Иоганном (иногда они даже прямо противодействовали Ульриху). В 1396 году Ульрих был вынужден заложить города Ханау и Бабенхаузен своему соседу и сопернику — архиепископу Майнцскому Иоганну II, который стал фактическим соправителем владений дома Ганау.
Рейнхард активно участвовал в имперских делах; в 1400 году он был одним из подписантов документа о низложении императора Вацлава IV. В начале XV века братья Рейнхард и Иоганн сумели заручиться поддержкой архиепископа Майнцского, и 26 ноября 1404 года Ульриху пришлось отречься, после чего Рейнхард и Иоганн стали вместе править наследственными владениями.
В 1405 году Рейнхард принял на стороне короля Рупрехта участие в борьбе против раубриттеров в долине реки Веттер. В 1411 году умер Иоганн, и Рейнхард стал единоличным правителем. В 1414 году он принял участие в работе Констанцского собора.
11 декабря 1429 года император Сигизмунд сделал Рейнхарда имперским графом.

### Граф
Рейнхард развил и улучшил свои земли, свидетельством чего может являться то, что приданое его дочерей становилось всё больше и больше. Он реформировал административную и юридическую систему, постепенно превращая свои земли из средневекового феодального владения в государство раннего Нового времени. Территория графства росла: в 1434 году он получил в качестве феодального лена амт Борнхаймерберг (ранее заложенный у него императором), в 1435 году он получил в качестве обеспечения кредита половину Гельнхаузена (вторую половину получил Курпфальц), а в 1446 году унаследовал часть графства Фалькенштайн.
Рейнхард II скончался 26 июня 1451 года, и был похоронен в Церкви Святой Марии в Ханау.

## Семья и дети
Контракт 1391 года (впоследствии продлённый) дозволял Рейнхарду вступить в брак, и в 1407 году он женился Катерине Нассау-Байльштайнской. У них было шестеро детей:
1. Катерина (1408—1460), которая вышла в 1421 году замуж за графа Томаса II Ринеккского, а после того, как он в 1431 году скончался — за графа Вильгельма II Хеннеберг-Шлойзингского;
2. Анна (1409—1439?), ставшая аббатисой Патерсхаузенского монастыря;
3. Маргарет (1411—1441), которая в 1440 году вышла замуж за Готтфрида VIII Эпштайнского;
4. Рейнхард III (1412—1452), унаследовавший графство;
5. Элизабет (1416—1446) которая в 1432 году вышла замуж за графа Иоганна IV Даунского;
6. Филипп (1417—1480), основавший графство Ганау-Лихтенберг.